# Mieczysław Gantz

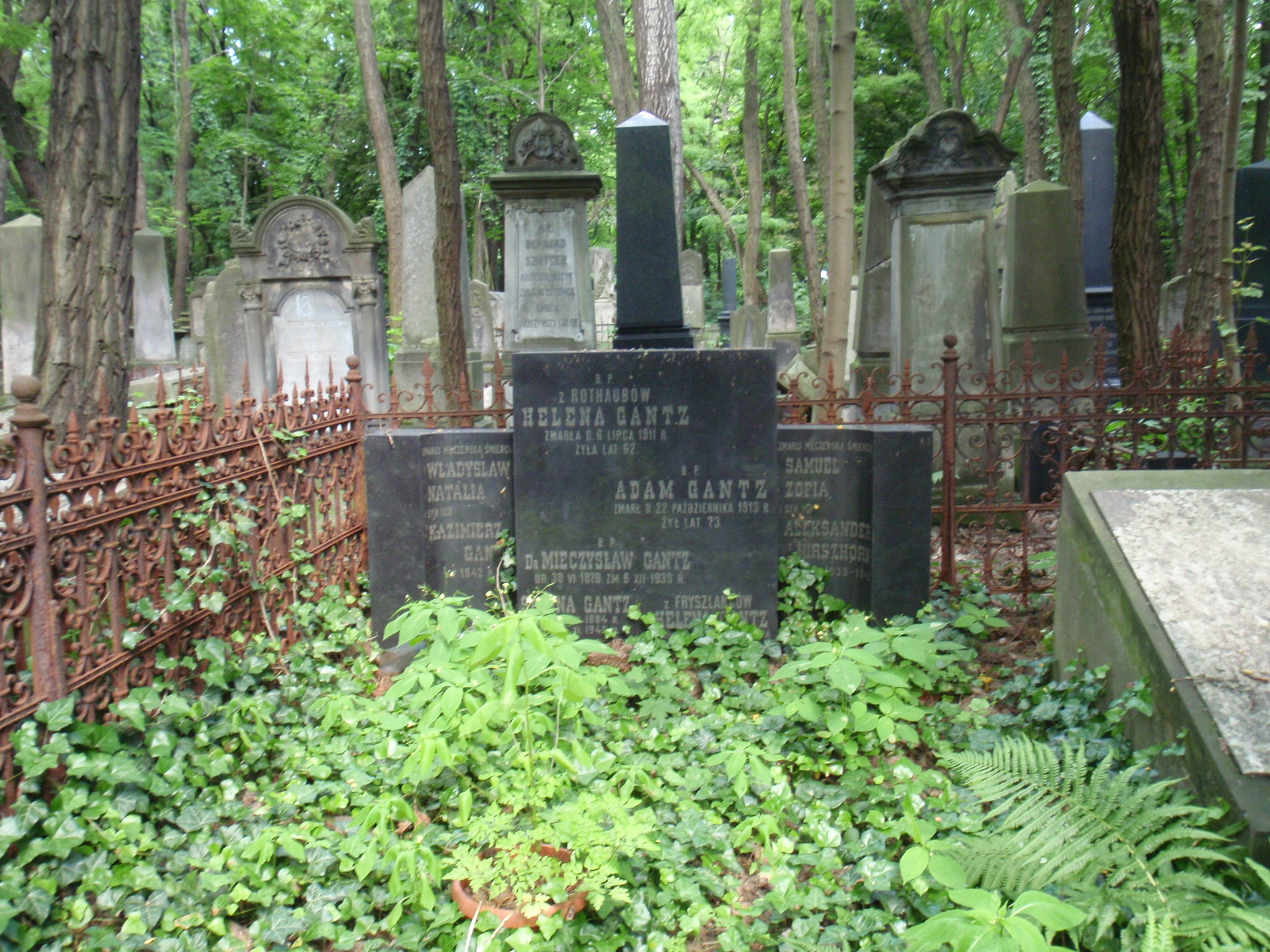
Grób Mieczysława Gantza na cmentarzu żydowskim w Warszawie

Mieczysław Gantz (ur. 30 czerwca 1876 w Warszawie, zm. 6 grudnia 1939 w Warszawie) – polski lekarz laryngolog i pulmonolog żydowskiego pochodzenia.

## Życiorys
Syn prokurenta handlowego Adama Gantza (1840–1913) i Heleny z domu Rothaub (1849–1911). Studiował medycynę na Cesarskim Uniwersytecie Warszawskim, studia ukończył w 1900. Następnie wyjechał do Berlina, gdzie specjalizował się w laryngologii. Po powrocie z Niemiec praktykował w szpitalu Dzieciątka Jezus u docenta W. Janowskiego, oraz w ambulatorium szpitala dziecięcego Bersohnów i Baumanów. Po powołaniu oddziału przeciwgruźliczego w tymże szpitalu został jego ordynatorem. Konsultant lekarski Domu Sierot.
Pochowany jest w grobowcu rodzinnym na cmentarzu żydowskim przy ulicy Okopowej w Warszawie (kwatera 33, rząd 11).

## Prace
- Gruźlica i armia. Gazeta Lekarska, 1919